# Južni-centralni dravidski jezici
Južni-centralni dravidski jezici,  skupina od (22) jezika, po starijoj klasifikaciji  (21), odnosno 22  koja čini dio dravidske jezične porodice. Rašireni su na području Indije.
a. Gondi-Kui (17); po starijoj klasifikaciji (16) 
a1. Gondi (10; nekada 11 s Abujmaria, koji se danas vodi kao dijalekt jezika maria): dandami maria, južni gondi, sjeverni gondi, khirwar, koitori, maria, istočni muria, zapadni muria, nagarchal, pardhan.
a2. Konda-Kui (7); po starijoj klasifikaciji (6): 
a. konda (2; prije 1): konda-dora, mukha-dora [mmk]
b. manda-kui (5): 
b1. kui-kuvi (3): koya, kui, kuvi,
b2. manda-pengo (2): manda, pengo;
b. Telugu (5): chenchu jezik, manna-dora, savara, telugu, waddar.